# Asteroid de tip B

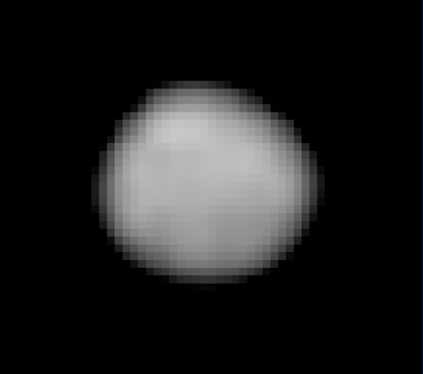
Pallas, cel mai mare asteroid de tip B.

Asteroizii de tip B sunt o clasă rară de asteroizi, care face parte din grupa asteroizilor carbonici. Acest tip de asteroizi sunt mai des întâlniți în partea exterioară a centurii de asteroizi, pe lângă asta acolo sunt asteroizi cu orbita înclinată, în mare parte cei din familia Pallas, din care face parte al doilea asteroid după mărime 2 Pallas. Ei conțin materiale de construcție originale, din care este alcătuit Sistemul solar.